# Inflamazóm

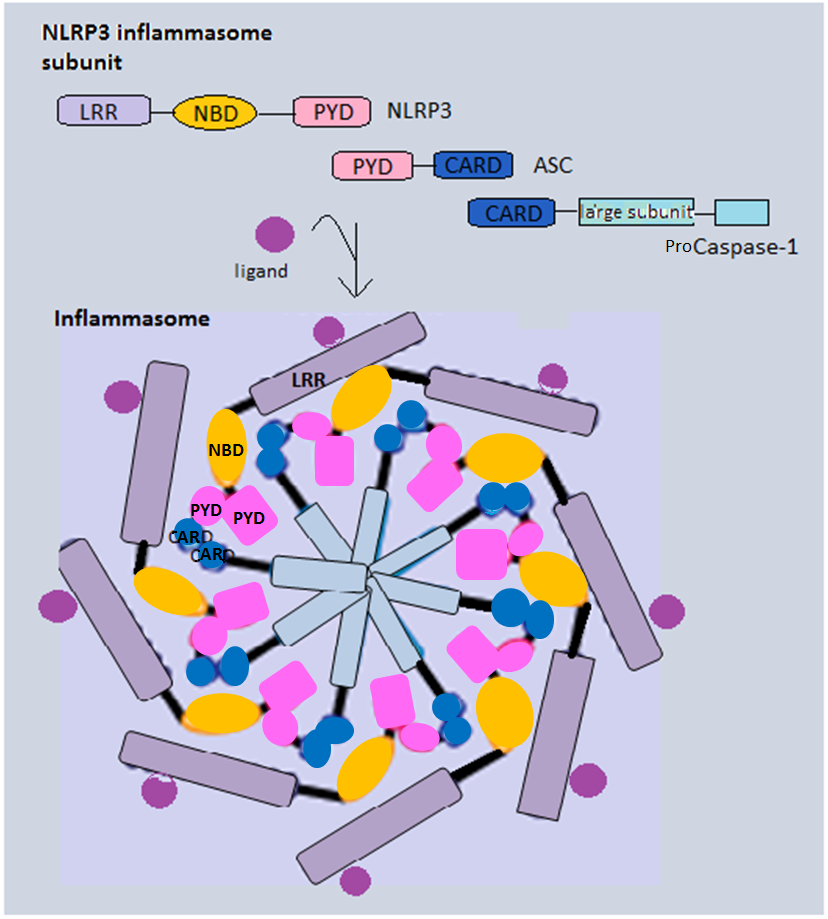
strukturní schéma

Inflamazóm je proteinový oligomer skládající se z kaspázy 1, PYCARD, NALP a někdy z kaspázy 5 (také známa jako kaspáza 11 nebo ICH-3). Je exprimován v myeloidních buňkách a je součástí vrozené imunity. Konkrétní složení inflamazómu je závislé na aktivátorech, které zapříčinují jeho skládání. Tedy dsRNA spouští jednu z možných složení inflamazómu, kdežto abestos jinou. Inflamazóm podporuje maturaci prozánětlivých cytokinů, interleukinu 1-β (IL-1β) a interleukinu 18 (IL-18).
Inflamazóm aktivuje prozánětlivé procesy a indukuje pyroptózu, programovanou buněčnou smrt odlišnou od apoptózy.

## Úvod
Jedním z prvních způsobů obrany během infekce vrozené imunity je skupina receptorů, tzv. PRRs (pattern recognition receptors), rozeznávajících molekuly typické pro patogeny. Tyto receptory se mohou nacházet na membránovém povrchu, například Toll-like receptory (TLRs) a lektinové receptory typu C (CLRs), nebo uvnitř cytoplazmy jako Nod-like receptory (NLRs) a RIG-like receptory (RLRs). V roce 2002 Martinon a kol. ukázali, že podskupina NLRs, tzv. NLRP1, se skládá a oligomerizuje do struktur, které společně aktivují kaskádu kaspázy 1, která vede k produkci prozánětlivých cytokinů, zejména interleukinu 1B (IL-1B) a interleukinu 18 (IL-18). Multimolekulární NLRP1 komplex byl pojmenován „inflamazóm“, což probudilo zvýšený zájem v následujících letech. Od té doby došlo k objevení dalších typů inflamazómů. Dva z nich patří do podskupimy NLR – NLRP3 a NLRC4. V nedávné době Hornung et al. klasifikovali inflamazóm z PYHIN (obsahující pyrin a HIN doménu) rodiny. Byl pojmenován absent in melanoma 2 (AIM2) a skládá se po rozpoznání cizí cytoplazmatické dvouvláknové DNA (dsDNA).

## Zánětlivá kaskáda
Podobně jako apoptozóm, který aktivuje apoptotickou kaskádu, inflamazóm aktivuje zánětlivou kaskádu. Po aktivaci se inflamazóm váže na prokaspázu-1 (prekurzor kaspázy 1) homotypicky s účastí kaspázové aktivační domény (CARD), anebo se váže pomocí CARD domény adaptorového proteinu ASC, který je navázán v průběhu formace inflamazómu. Aktivovaný inflamazóm spouští autokatalytické štěpení seskupených molekul pro-kaspázy 1 (p45) na podjednotky p20 a p10. Následně se kaspáza 1 seskupuje do své aktivní formy sestávající ze dvou heterodimerů z p20 a p10 podjednotek. Aktivovaná kaspáza 1 se může reagovat na počáteční prozánětlivý signál řadou procesů. Mezi takové procesy patří proteolytické štěpení pro-IL-1B v Asp 116 nna IL1β, štěpení pro-IL-18 na IL-18, které indukuje sekreci IFN-γ a aktivaci NK buněk, štěpení a inaktivaci IL-33, DNA fragmentaci a tvorbu pórů v buněčné membráně, inhibici glykolytických enzymů, aktivaci biosyntézy lipidů a sekreci mediátorů opravy tkáně, jako je pro-IL-1-α. AIM2 se skládá z HIN200 domény, která rozpoznává a váže cizí cytoplazmatickou dsDNA a aktivuje NF- КB, což je zásadní při virové a bakterální infekci.

## Inflamazómy skupiny NLR
NLRP1, NLRP3 a NLRP4 patří do rodiny NLR a tím pádem mají dvě společné vlastnosti: za prvé doménu vázající nukleotidy (NBD), ke které se vážou ribonukleotidfosfáty (dNTP) a je důležitá pro oligomerizaci, za druhé je to C-koncová na leucin bohatá repetice (LRR), která slouží jako doména rozpoznávající ligandy jiných receptorů (TLR) či mikrobiální peptidy.

### NLRP1

#### Struktura
NLRP1 obsahuje, kromě NBD a LRR, na svém konci pyrinovou doménu(PYD) a na svám C-konci FIIND motiv a CARD, což NLRP1 odlišuje od ostatních inflamazómů. Po aktivaci C-koncový CARD homotypicky interaguje s CARD prokaspázy 1 nebo prokaspázy 5, zatímco N-koncový PYD homotypicky interaguje s PYD adaptorového proteinu ASC, jehož CARD může být posléze použít pro další prokaspázu 1. Vychytávání a štěpení prokaspázy 1 může následně aktivovat její různé dráhy.

#### Aktivace
Mechanismus aktivace NLRP1 je stále nejasný, ale Reed a kol. navrhli, že by se mohlo jednat o dvoukrokový proces obsahující aktivaci mikkrobiálními ligandy následovanou vazbou rNTP na doménu vázající nukleotidy (NLRP1)
 Bylo ukázáno, že NLRP1 způsobuje senzitivitu makrofágů k toxinu antraxu, z čehož lze usuzovat o roli bakterialních toxinů v indukci inflamazómu.
Aktivita NLRP1 je regulována antiapoptotickým proteinem Bcl-2 a Bcl-x(L), které asocijují s NLRP1 a inhibují jeho aktivitu.

### NLRP3

#### Struktura
NLRP3 obsahuje kromě NBD a LRR domén PYD doménu, stejně jako NLRP1, a tudíž aktivuje kaspázu 1 tímtéž způsobem (pomocí PYD a ASC). V jedné buňce se formuje pouze jeden oligomer tvořený sedmi NLRP1 molekulami. Je největším známým inflamazómem ze všech, má okolo 2 µm v průměru..

#### Aktivace
Aktivace oligomerizace NLRP3 může být spuštěna velkým počtem podnětů, z čehož vycházejí studie jeho aktivačních drah. Ukázalo se, že jeho aktivita je indukována nebo zvětšována nízkou koncentrací intracelulárního draslíku, viry (influenza A)  a Neisseria gonorrhoaeae, bakteriálními toxiny (nigericin, maitotoxin) a zvláště krystalickými endogenními moekulami. Krystaly cholesterolu a urátu sodného zvyšují pomocí NLRP3 indukovanou produkci IL-1β. Předpokládá se, že tento proces je zastaven při ateroskleróze a dně, kdy se tyto krystaly tvoří v buňce. Bylo také ukázáno, že anorganické částice, jako např. oxid titaničitý, oxid křemičitý nebo azbest vyvolávají iflamazazómovou odpověď. Toxiny, které proděraví buněčnou membránu a pannexin-1 aktivovaný pomocí ATP mohou zapříčinit vtok K+ iontů a toxinů do buňky a přímo aktivovat NLRP3.

### NLRC4

#### Struktura
NLRC4 (také známý jako IPAF) je jediný z podskupiny NLRC rodiny, který tvoří inflamazómm pomocí CARD domény spolu s NBD a LRR, které používá k přímé vazbě prokaspázy 1.

#### Aktivace
NLRC4 je aktivován bakteriemi, řada z nich byla identifikována ve studiích na myších makrofágových kulturách: Salmonella typhimurium, Legionella pneumophila  a Pseudomonas aeruginos. Aktivační proces způsobený bakteriemi není objasněn, ale předpokládá se, že vyžaduje sekreční systém typu 3 nebo 4 iniciovaný bakteriálním flagelinem, který vstupuje do buňky skrze membránu a tam aktivuje NLRC4.

### AIM2
Protein indukující interferon AIM2 je také znám pod názvem absent in melanoma 2.

#### Struktura
AIM2 nepatří do rodiny NLR, Je to protein o délce 343 aminokyselin, s N-koncovou DAPIN (nebo pyrin) doménou (1-87 aminokyseliny) a C-koncovou HIN-200 doménou (138-337 aminokyseliny), která má dvě vazebná místa pro oligonukleotidy http://www.ncbi.nlm.nih.gov/gene?Db=gene&Cmd=ShowDetailView&TermToSearch=9447.

#### Aktivace
AIM2 je inflamazóm rozpoznávající cizí DNA pomocí HIN200 domény (kódovanáIFI16) připojené k PYD, která je používána pro vazbu adaptorového proteinu ASC při skládání inflamazómu h. AIM2 váže dsDNA C-koncovou doménou. PYD doména homotypicky interaguje PYD-PYD interakcí s ASC. ASC CARD doména nabírá prokaspázu-1 do komplexu. Kaspáza 1 aktivuje zrání prozánětlivých cytokinů (IL-1b, IL18). AIM2 je aktivováno virovoum bakteriální a také hostitelskou aberantní dsDNA http://www.nature.com/nature/journal/v458/n7237/full/nature07725.html. Předpokládá se, že aktivace AIM2 hraje roli v autoimunitním onemocnění systémový lupus erythematodes.